# Thripomorpha freyi
Thripomorpha freyi is een muggensoort uit de familie van de Scatopsidae. De wetenschappelijke naam van de soort is voor het eerst geldig gepubliceerd in 1969 door Cook.